# Chimène Badi
Pour les articles homonymes, voir Badi (homonymie).
Chimène Badi est une chanteuse française, née le 30 octobre 1982 à Melun, en Seine-et-Marne. 
Elle se fait connaître en 2002 par sa participation à l'émission de télé-crochet Popstars sur M6, puis sort son premier album, Entre nous, dès l'année suivante.

## Biographie
Chimène Badi est née à Melun (Seine-et-Marne) le 30 octobre 1982 de parents d'origine algérienne. Elle a un frère, Karim, et une sœur, Déborah. Trois ans après sa naissance, ses parents décident de déménager à Villeneuve-sur-Lot, en Lot-et-Garonne, où vivaient des membres de sa famille.
Depuis son enfance, Chimène Badi rêve de devenir chanteuse. Après avoir obtenu un BEP au sein d’une MFR d'Aquitaine, elle prépare un baccalauréat professionnel agroalimentaire afin de devenir inspecteur d'hygiène dans la restauration. Mais ses études ne lui plaisent pas et elle décide de se consacrer au chant, sa véritable passion.

### Débuts
Elle envoie des cassettes à divers télé-crochets, comme Star Academy et Graines de star, mais ne reçoit aucune réponse. Ses parents, persuadés de son talent, envisageront même de vendre leur maison dans le but de monter à Paris chercher un producteur qui écouterait Chimène et accepterait de la produire[réf. nécessaire]. En 2002, elle voit à la télévision la bande-annonce de Popstars et s'inscrit au casting à Bordeaux, où elle interprète a cappella L'envie d'aimer devant le jury composé d'Élisabeth Anaïs, Bruno Vandelli et Valéry Zeitoun, alors directeur du label AZ.
Elle est admise parmi les candidats de la saison 2 de l'émission, mais le jury décide de se séparer d'elle avant la formation du groupe recherché, ne la « projetant » pas dans un groupe, jugeant sa voix « difficilement mariable ». Toutefois, Valéry Zeitoun est touché par sa voix, il pense qu'elle peut envisager une carrière solo et lui propose alors de l'aider. Peu de temps après, elle signe un contrat avec la maison de disques Universal, précisément avec le label AZ.

### Carrière musicale

#### Premier album:Entre nous
Valéry Zeitoun lui présente Rick Allison (producteur de Lara Fabian), qui lui écrit Entre nous. Le titre est enregistré à Montréal. Sorti en janvier 2003, le single se classe no 1 du Top 50 et s'écoule à plus de 250 000 exemplaires. Le 13 mars 2003 sort l'album Entre nous, réalisé à Toulouse, qui contient notamment les titres Je vais te chercher et Si j'avais su t'aimer. Certifié disque de platine, l'album se vend à plus de 450 000 exemplaires en France.
Le 21 juin 2003, elle se produit sur scène pour la première fois devant un public de plus de 100 000 personnes aux Champs-Élysées, pour la Fête de la musique 2003. Durant l'été, Johnny Hallyday l'invite à chanter avec lui le titre Je te promets lors de sa tournée des stades pour célébrer ses 60 ans.
Après avoir effectué ses premières scènes au Casino de Paris les 20 et 21 janvier 2004, elle est alors nommée aux NRJ Music Awards dans la catégorie Révélation francophone de l'année, et aux Victoires de la musique dans la catégorie Album révélation de l'année. En mai 2004, Michel Sardou l'invite à venir chanter en duo son titre Musulmanes, lors d'une émission consacrée au chanteur. Elle participe également au Cœur des Femmes, album caritatif au profit de l’association Laurette Fugain.
La même année, elle interprète le générique français du film Le Jour d'après, qui atteint la 7e place du Top 50.

#### 2004:Dis-moi que tu m'aimes
Le 12 octobre 2004 sort l'album Dis-moi que tu m'aimes, qui contient 15 titres, dont deux écrits par Jean-Paul Dréau (Je ne sais pas son nom, Le mot fin), célèbre compositeur de Michel Polnareff et Elton John, ainsi que plusieurs signés par Rick Allison, Marc Lavoine (Retomber amoureux), Jean-Félix Lalanne et Lara Fabian (Dis-moi que tu m'aimes), mais aussi une reprise de Michel Sardou, Je viens du sud, qui connaîtra un grand succès et se classera no 2 au Top 50, permettant à l'album de s'écouler à plus de 750 000 ventes. Elle est nommée aux NRJ Music Awards dans la catégorie Artiste féminine francophone de l'année.
Après avoir participé au Collectif A.S.I.E (Artistes Solidaires Ici pour Eux) pour venir en aide aux victimes du tsunami dans l'océan Indien, avec la chanson Et puis la Terre, ainsi qu'au concert des Enfoirés, elle se produit sur la scène de l'Olympia, dont sera tiré l'album Live à l'Olympia, qui s'écoulera à 125 000 copies.
Elle reçoit au mois de septembre l'étoile Chérie FM de l'émotion live, lors d'une cérémonie parrainée par Céline Dion et Phil Collins, à Paris.

#### 2006:Le Miroir
Chimène Badi sort son troisième album le 27 novembre 2006, Le Miroir, précédé par un premier extrait, Tellement beau (adaptation française du titre Would I know de Céline Dion repris également par Charlotte Church). L'album connaît un succès moins important que le précédent, ne s'écoulant qu'à 200 000 exemplaires, soutenu par les titres Le miroir, Pourquoi le monde a peur et Malgré tout.
Elle enregistre un duo avec Michel Sardou, Le chant des hommes, puis en 2008 elle interprète la chanson Le miracle pour le livre-disque Killian et le mystère de la forêt de Muriel Hermine.

#### 2010:Laisse-les dire
L'album Laisse les dire, sorti le 3 mai 2010 sous le nom Chimène, est réalisé par Scott Jacobi et enregistré entre la Belgique, la France et New York. Cet album, plus intime et autobiographique, marque un virage musical, la chanteuse préférant opter pour des rythmes plus soul et jazzy.
Quatre singles sont tirés de cet album (Laisse les dire, En équilibre, Plus de devoirs que de droits et D'une fille à sa mère), permettant au disque de s'écouler à près de 100 000 copies.

#### 2011:Gospel & Soul

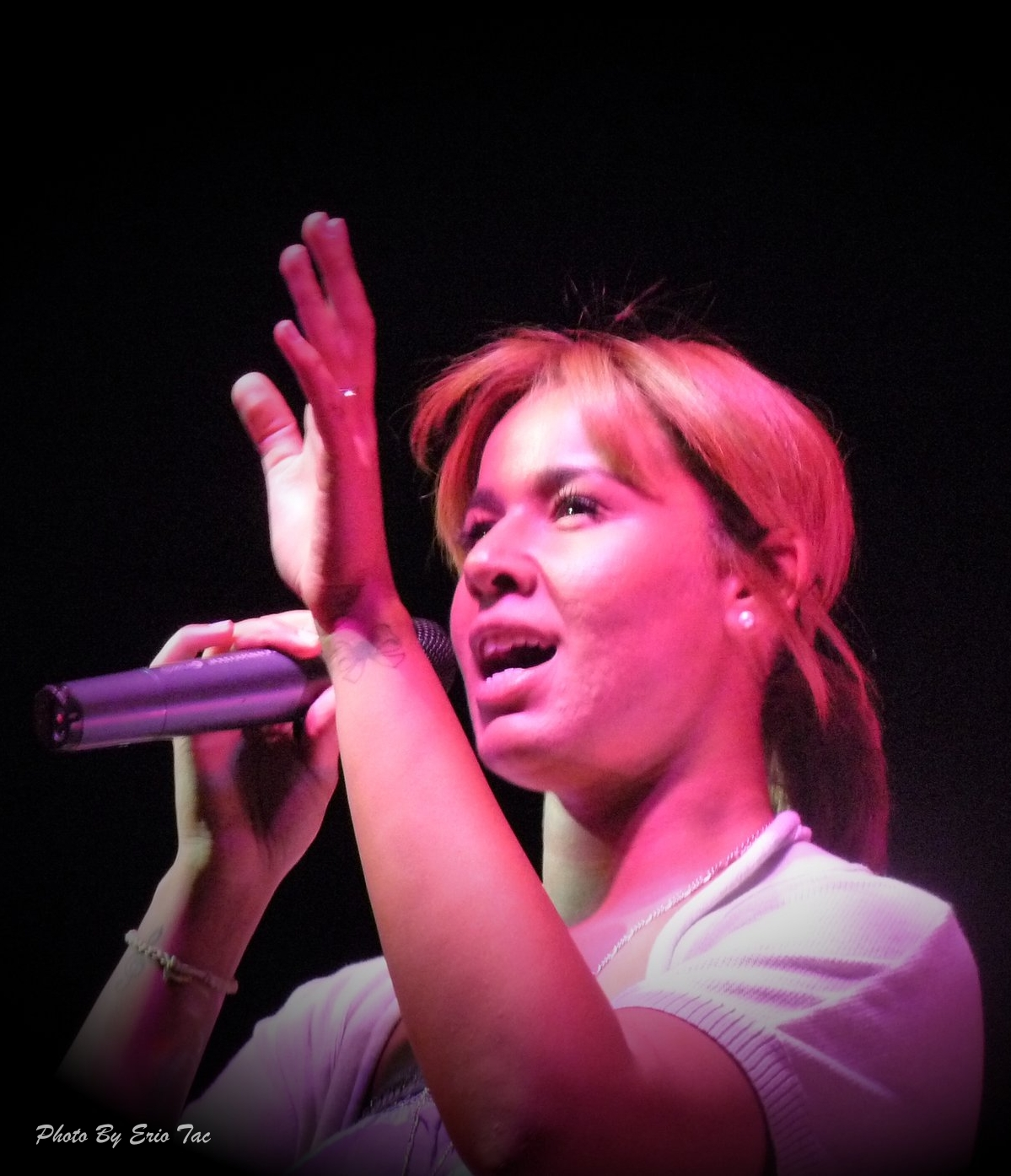
Chimène Badi en 2011.

Gospel & soul, un album de reprises de standards américains et français sur lequel elle est accompagnée par la chorale Liberty Gospel, sort le 21 novembre 2011. Elle s'envole pour New York et enregistre un duo avec Billy Paul sur Ain't No Mountain High Enough[réf. nécessaire]. Le disque reçoit un bel accueil public et critique, et est certifié triple disque de platine pour 300 000 albums vendus,. Ce cinquième album marque le début d’une nouvelle vie pour la chanteuse qui, souvent moquée par le passé pour ses rondeurs, affiche désormais une silhouette délestée de trente kilos et ose porter sur scène des tenues plus sexy.
En 2012, elle est invitée par Lionel Richie pour interpréter en duo une reprise de Say You, Say Me et assure à Québec le 6 juillet 2012 la première partie de son concert devant plus de 100 000 personnes. La veille, elle est présente à l'ouverture du Festival d'été de Québec au Canada.
À l'automne 2012, elle participe à la troisième saison de l'émission Danse avec les stars sur TF1, aux côtés du danseur Julien Brugel, et termine huitième de la compétition. « Déstabilisée » par le programme, elle confie « ne pas être mécontente » que l'émission se finisse,, même si elle s'est « dépassée ». À l'issue de cette émission, elle se sépare des services de Valéry Zeitoun qui l’aurait forcée à y participer pour faire la promotion de l'album.
Elle entreprend la tournée de son spectacle Gospel & Soul en France et se produit à l'Olympia le 3 décembre 2012, ainsi que les 25, 26 et 27 janvier 2013.
Le 25 février 2013, elle figure sur l'album Duophonique de Roch Voisine, où ils interprètent le titre Je te serai fidèle. Au printemps 2013, elle intègre The Voice en tant que coach vocal pour l'équipe de Florent Pagny, au moment des battles. À l'occasion du retour de Popstars sur D8, elle déclare avoir « été sollicitée pour être dans le jury », mais décline l'invitation, faute de temps.
Alors en tournée depuis 2012, Chimène Badi annonce en juillet 2013 annuler l'intégralité de sa tournée, souffrant des cordes vocales,,.
En 2014, Chimène Badi rejoint le fauteuil de coach dans The Voice Belgique Saison 4. Elle en sortira avec le vainqueur Florent Brack.

#### 2015:Au-delà des maux

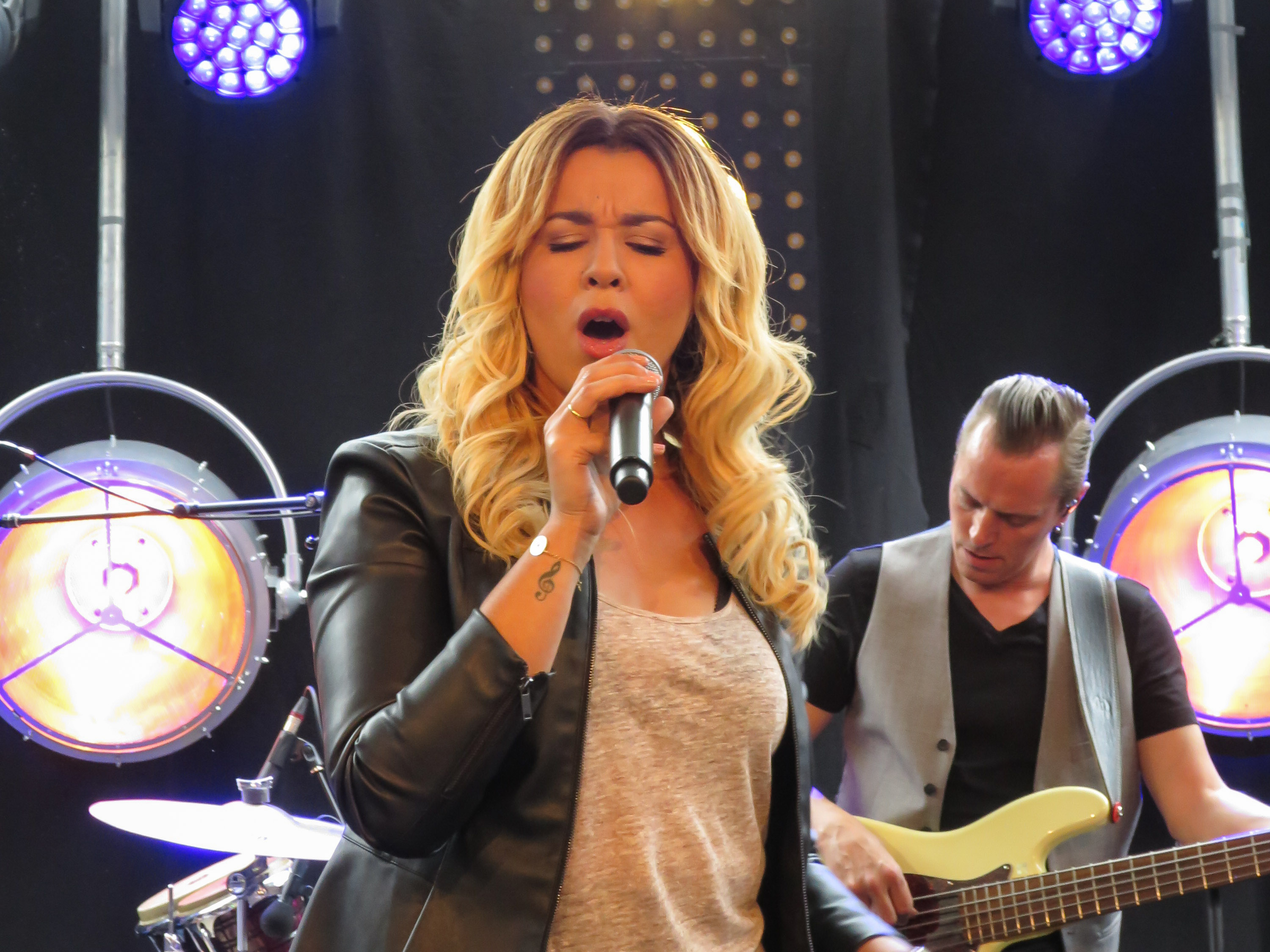
Chimène Badi en concert au centre commercial Villabé A6 en juin 2016.

Le sixième album de Chimène Badi, Au-delà des maux, sort le 4 septembre 2015, précédé par les singles Mes silences et Elle vit. Enregistré à Los Angeles, l'album comporte notamment des collaborations avec Zaho et Emmanuel Moire, Frazer T. Smith (qui a écrit Set Fire To The Rain pour Adèle), Toby Gad (qui a écrit All Of Me pour John Legend et Emili Sande).
Malgré de bonnes critiques et les collaborations internationales, l'album est un échec (25 000 exemplaires vendus).
En mai 2016, elle intègre la troupe de Cats pour 35 représentations où elle reprend le rôle de Grizabella en interprétant le titre Memory rendu mondialement célèbre par Barbra Streisand (adapté en français sous le titre Ma Vie),.

#### 2017-2018:MéditerranéennesetChimène
En 2017, elle participe à l'album concept de Julie Zenatti, Méditerranéennes, et part en tournée avec la chanteuse afin de promouvoir ce disque.
En décembre 2018, lors de la conférence de presse Destination Eurovision 2019, Chimène Badi est annoncée comme participante à la sélection nationale face à 17 autres artistes pour représenter la France au Concours Eurovision de la chanson 2019, avec la chanson Là-haut. Elle finit troisième des présélections, avec 115 points, distancée par Seemone et Bilal Hassani.
L'album Chimène, sorti le 19 avril 2019, est un échec commercial (10 000 exemplaires vendus). 
L'année suivante, paraît une compilation intitulée Entre nous. 

#### 2023: Album hommage à Édith Piaf
Le 20 janvier 2023,Chimène Badi publie un album en hommage à Édith Piaf, Chimène chante Piaf.
En octobre 2023, elle sort un double album Chimène chante Piaf l'intégrale qui comporte onze nouvelles reprises de chansons d'Édith Piaf.
Elle participe à la tournée Les comédies musicales - Le grand show en 2024/2025.

### Conflit avec son manager
Son manager, Yves El-Baze, devient en 2015 l’unique gérant de la société de la chanteuse, Chimène Badi Entertainment, et obtient la moitié des parts de l'entreprise. Sans la rémunérer, il rebaptise la société Badi El-Baze Entertainment. Le tribunal de commerce de Paris a condamné le manager à verser 50 000 euros de dommages et intérêts en décembre 2020. La chanteuse entame en 2021 une procédure pénale pour abus de biens sociaux et banqueroute par détournement d’actifs, l'accusant notamment de ne pas avoir effectué le paiement ordonné par le tribunal.

## Vie privée
Chimène Badi, en couple avec Julien, un musicien dont elle partageait la vie depuis huit ans, annonce le 6 janvier 2023 la fin de leur relation.

## Engagements
En 2004, elle intègre la troupe des Enfoirés, où elle revient en 2005, 2006, 2007, 2012, 2013, 2014.
À partir du 15 février 2012, Chimène Badi prête sa voix à la nouvelle campagne d'Interpol, Proud to be (fier d'être), dont le but est de sensibiliser le public au problème des faux médicaments.
Adolescente harcelée, elle prend part à la campagne nationale Agir contre le harcèlement à l'École,, lancée par le gouvernement et le ministre de l'Éducation nationale en novembre 2013. Le spot TV Le gymnase est diffusé avec pour objectif d'inciter les victimes et témoins de harcèlement à sortir de leur silence. Déjà en 2010, dans son album Laisse-les dire, la chanteuse racontait ses souffrances à travers le titre Septembre 94.

## Télévision
- 2002 : Saison 2 de Popstars sur M6 : candidate
- 2012 : Saison 3 de Danse avec les stars sur TF1 : candidate
- 2013 : Saison 2 de The Voice : La Plus Belle Voix sur TF1 : co-coach
- 2013-2014 : Samedi soir on chante … sur TF1 : membre de la troupe
- 2015 : Saison 4 de The Voice Belgique sur RTBF : coach
- 2018 : Destination Eurovision sur France 2 : candidate
- 2021 : Eurovision France, c'est vous qui décidez sur France 2 : jurée
- 2023 : Prodiges Pop sur France 2 : jurée
- 2024 : Mask Singer (saison 6)  sur TF1 : candidate dans le déguisement du léopard
- 2024 : Saison 10 de The Voice Kids sur TF1 : co-coach

## Discographie

### Albums studio
| Année | Album                           | Classement des ventes | Classement des ventes | Classement des ventes | Ventes  | Certification |
| Année | Album                           | France                | Belgique              | Suisse                | Ventes  | Certification |
| ----- | ------------------------------- | --------------------- | --------------------- | --------------------- | ------- | ------------- |
| 2003  | Entre nous                      | 4                     | 35                    | 10                    | 450 000 | Platine       |
| 2004  | Dis-moi que tu m'aimes          | 1                     | 2                     | 35                    | 750 000 | Diamant       |
| 2006  | Le Miroir                       | 3                     | 8                     | 34                    | 200 000 | Platine       |
| 2010  | Laisse-les dire                 | 4                     | 3                     | 34                    | 100 000 | Platine       |
| 2011  | Gospel and Soul                 | 7                     | 4                     | 42                    | 300 000 | 3 × Platine   |
| 2015  | Au-delà des maux                | 6                     | 10                    | 61                    | 25 000  | -             |
| 2019  | Chimène                         | 25                    | 14                    | 50                    | 10 000  | -             |
| 2023  | Chimène chante Piaf             | 4                     | 5                     | 64                    | 50 000  | Or            |
| 2024  | Gospel & Soul, la voix et l'âme |                       |                       |                       |         |               |

### Album live
| Année | Album            | Classement des ventes | Classement des ventes | Classement des ventes | Classement des ventes | Ventes  | Certification |
| Année | Album            | France                | France TL             | Belgique              | Suisse                | Ventes  | Certification |
| ----- | ---------------- | --------------------- | --------------------- | --------------------- | --------------------- | ------- | ------------- |
| 2006  | Live à l'Olympia | 2                     | 14                    | 3                     | 30                    | 125 000 | Or            |

### Compilation
- 2020 : Entre Nous

### Singles
| Année | Single                                                 | Classement | Classement | Classement | Album                  |
| Année | Single                                                 | [ 39 ]     | [*]        | [ 41 ]     | Album                  |
| ----- | ------------------------------------------------------ | ---------- | ---------- | ---------- | ---------------------- |
| 2003  | Entre nous                                             | 1          | 4          | 5          | Entre nous             |
| 2003  | Je vais te chercher                                    | 16         | 36         | 43         | Entre nous             |
| 2003  | Si j'avais su t'aimer                                  | 21         | -          | 69         | Entre nous             |
| 2004  | Le jour d'après                                        | 7          | 6          | 24         | Dis-moi que tu m'aimes |
| 2004  | Je ne sais pas son nom                                 | 12         | 13         | -          | Dis-moi que tu m'aimes |
| 2005  | Je viens du sud                                        | 2          | 2          | 27         | Dis-moi que tu m'aimes |
| 2005  | Retomber amoureux                                      | 11         | 8          | 38         | Dis-moi que tu m'aimes |
| 2005  | Dis-moi que tu m'aimes                                 | 23         | 30         | 50         | Dis-moi que tu m'aimes |
| 2006  | Tellement beau                                         | 15         | 15         | -          | Le miroir              |
| 2007  | Le miroir                                              | -          | -          | -          | Le miroir              |
| 2007  | Pourquoi le monde a peur                               | -          | -          | -          | Le miroir              |
| 2007  | Malgré tout                                            | -          | -          | -          | Le miroir              |
| 2010  | Laisse-les dire                                        | -          | -          | -          | Laisse-les dire        |
| 2010  | En équilibre                                           | -          | -          | -          | Laisse-les dire        |
| 2010  | Plus de devoirs que de droits                          | -          | -          | -          | Laisse-les dire        |
| 2010  | D'une fille à sa mère                                  | -          | -          | -          | Laisse-les dire        |
| 2011  | Parlez-moi de lui                                      | 85         | 42         | -          | Gospel & Soul          |
| 2011  | Ain't No Mountain High Enough (en duo avec Billy Paul) | -          | -          | -          | Gospel & Soul          |
| 2012  | Ma liberté                                             | 168        | -          | -          | Gospel & Soul          |
| 2014  | Mes silences                                           | 139        | -          | -          | Au-delà des maux       |
| 2015  | Elle vit                                               | -          | -          | -          | Au-delà des maux       |
| 2018  | Là-haut                                                | 14         | -          | -          | Chimène                |

[*] Le classement belge est celui de la Belgique francophone.

### Participations
- 2004 : Amade - Chanter qu'on les aime  feat. Corneille, Florent Pagny, Natasha St Pier, Nolwenn Leroy, Yannick Noah, Jenifer, Diane Tell, Calogero, Bénabar, Tété, Diam's, Anthony Kavanagh, Nadiya, Tragédie, Willy Denzey, Lokua Kanza, M.Pokora et Singuila.
- 2006 : album Hors Format de Michel Sardou
- 2011 : Album Libres de chanter pour Paroles de Femmes
- 2012 : Tuskegee de Lionel Richie
- 2013 : album Le Temps des sourires de Mickaël Miro
- 2013 : album Duophonique de Roch Voisine
- 2014 : Les Enfants du Top 50
- 2014 : Respect, album Chanter pour celles
- 2017 : album et tournée de Julie Zenatti Méditerranéennes (ici ou là-bas)
- 2017 : album Chante la vie chante (Love Michel Fugain)
- 2019 : PsychoDon, une histoire de fou
- 2021 : Dany Brillant chante Aznavour - en duo
- 2021 : album Le Concert de sa vie de Michel Sardou
- 2021 : album Crescendo d'Amaury Vassili
- 2021 : album Peter Pan d'Antoine Delie